# Campeonato Uruguayo de Primera División 1978
El Campeonato Uruguayo 1978 fue el 74° torneo de primera división del fútbol uruguayo, correspondiente al año 1978. Compitieron 12 equipos, los cuales se enfrentaron en sistema de todos contra todos a dos ruedas. El campeón fue el Club Atlético Peñarol.

## Posiciones
| Puesto | Equipo        | Pts | PJ | PG | PE | PP | GF | GC | Dif |
| ------ | ------------- | --- | -- | -- | -- | -- | -- | -- | --- |
| 1º     | Peñarol       | 39  | 22 | 17 | 5  | 0  | 70 | 22 | 48  |
| 2º     | Nacional      | 36  | 22 | 16 | 4  | 2  | 50 | 20 | 30  |
| 3º     | Fénix         | 24  | 22 | 9  | 6  | 7  | 34 | 31 | 3   |
| 4º     | Defensor      | 21  | 22 | 7  | 7  | 8  | 28 | 34 | -6  |
| 5º     | Wanderers     | 20  | 22 | 8  | 4  | 10 | 29 | 25 | 4   |
| 6º     | Danubio       | 20  | 22 | 6  | 8  | 8  | 29 | 38 | -9  |
| 7º     | Sud América   | 19  | 22 | 6  | 7  | 9  | 24 | 29 | -5  |
| 8º     | Cerro         | 19  | 22 | 6  | 7  | 9  | 24 | 35 | -11 |
| 9º     | Rentistas     | 18  | 22 | 6  | 6  | 10 | 27 | 33 | -6  |
| 10º    | Huracán Buceo | 18  | 22 | 5  | 8  | 9  | 24 | 40 | -16 |
| 11º    | Bella Vista   | 17  | 22 | 3  | 11 | 8  | 23 | 34 | -11 |
| 12º    | Liverpool     | 13  | 22 | 3  | 7  | 12 | 20 | 41 | -21 |

|  | Campeón uruguayo y clasifica a la Copa Libertadores. |
|  | Clasifica a la Copa Libertadores.                    |

|                                                   |
| Uruguay                                           |
| Campeón Uruguayo 1978 Peñarol 33.er título de AUF |

## Clasificación a torneos continentales

### Liguilla Pre-Libertadores
| Pos. | Equipo        | Pts. | PJ | PG | PE | PP | GF | GC | Dif. |
| ---- | ------------- | ---- | -- | -- | -- | -- | -- | -- | ---- |
| 1°   | Peñarol       | 10   | 5  | 5  | 0  | 0  | 13 | 3  | 10   |
| 2°   | Nacional      | 8    | 5  | 4  | 0  | 1  | 13 | 5  | 8    |
| 3°   | Wanderers     | 4    | 5  | 1  | 2  | 2  | 4  | 7  | -3   |
| 4°   | Defensor      | 3    | 5  | 1  | 1  | 3  | 4  | 8  | -4   |
| 5°   | Fénix         | 3    | 5  | 1  | 1  | 3  | 5  | 12 | -7   |
| 6°   | Huracán Buceo | 2    | 5  | 0  | 2  | 3  | 2  | 6  | -4   |

|  | Clasifica a la Copa Libertadores 1979. |

| Uruguay                                   |
| Campeón Liguilla 1978 Peñarol 4.to título |

### Equipos clasificados

#### Copa Libertadores 1979
|   | Equipo   | Clasificación como            |
| - | -------- | ----------------------------- |
| 1 | Peñarol  | Campeón Liguilla 1978         |
| 2 | Nacional | 2° puesto en la Liguilla 1978 |